# Rymdkapplöpningen

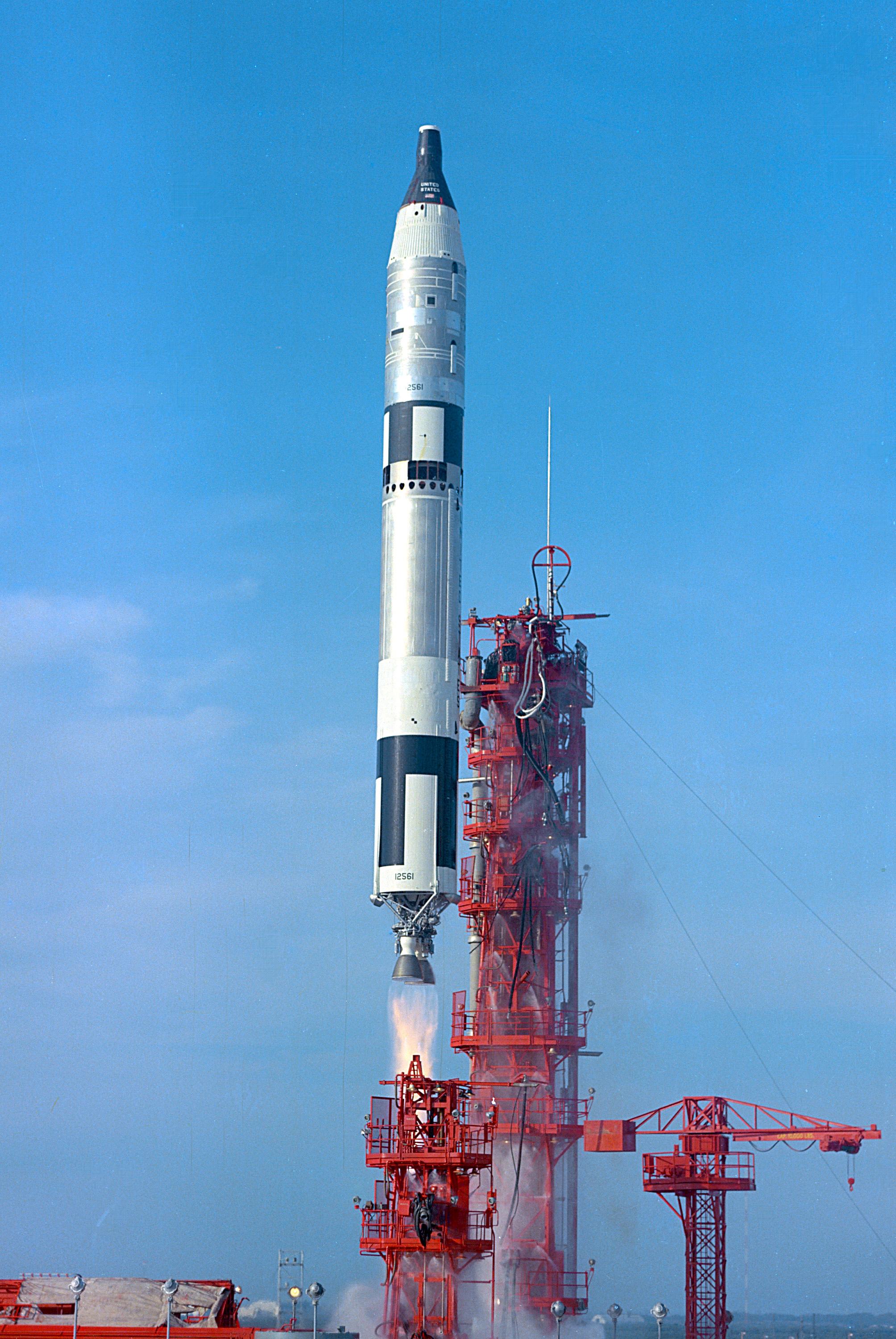
Titan II och Gemini VI-A

Rymdkapplöpningen (engelska: Space Race), var en informell kapplöpning mellan USA och Sovjetunionen som pågick från omkring 1957 till 1975. Rymdkapplöpningen innebar åtgärder från båda länderna att utforska rymden med satelliter, att sända människor ut i rymden och att landa på månen.
Kapplöpningen startade på allvar den 4 oktober 1957. Då skickade Sovjetunionen upp sin första rymdfarkost Sputnik 1 och rymdkapplöpningen mellan Sovjet och USA var i full gång. USA fick bråttom. På snabba tre månader hann de rita, bygga och skicka upp sin första rymdfarkost, Explorer 1. Men, till USA:s stora förtret, hann Sovjetunionen skicka upp en rymdfarkost till, Sputnik 2, som dessutom hade hunden Lajka ombord. 1960 sköt man upp en konstgjord "kosmonautdocka" i Sputnik 4, men färden misslyckades. Den 17 juli 1975 dockade för första gången USA:s och Sovjetunionens rymdfarkoster.
Själva planeringen inför rymdprogrammet hade börjat långt tidigare. Sovjetunionen hade 1949 börjat undersöka hur levande organismer skulle klara en rymdresa. Mellan 1949 och 1952 sköt man upp raketer med hundar till en höjd av 100 km. Det forskades i vad som hände när hundarna befann sig i tyngdlöst tillstånd. Även USA hade gjort en del experiment, till exempel X-serien. Redan 1952 hade USA skjutit upp apor och vita möss till en höjd av 130 km. ESA, Japan, Folkrepubliken Kina, Indien och Israel har också skjutit upp satelliter. Under 2000-talet har även Kina skjutit upp människor i rymden.
Sputnik, Vostok, Voschod och Sojuz tillhör Sovjetunionens rymdprogram, de övriga tillhör USA:s.

## Bakgrund

### Tidig militär påverkan
Raketer har intresserat forskare och amatörer i mer än 2 100 år. Kineserna använde dessa som vapen redan under 1000-talet. Under 1880-talet lade rymdfartspionjären Konstantin Tsiolkovskij fram en teoretisk basis för rymdraket med flytande drivmedel, men det var inte förrän 1926 amerikanen Robert Goddard designade den första brukbara raketen.
Goddard arbetade i hemlighet eftersom den vetenskapliga miljön, allmänheten och media skulle försvåra arbetet. Det dröjde ett krig innan hans arbete nådde fram till allmänheten.

### Tyska bidrag
Under mitten av 1930-talet började tyska forskare experimentera med raketer med flytande drivmedel. Raketerna nådde relativt god höjd och hade bra räckvidd, och 1932 fattade Riksvärnet (föregångare till Wehrmacht) intresse. De ville använda raketer som artilleri med stor räckvidd. Wernher von Braun var en av forskarna som var med om att ge vapen till Nazityskland under andra världskriget. Von Braun baserade sig mycket på Robert Goddards forskning. Han förberedde raketerna, och 1942 blev A-4-raketen det första utkastet klart som nådde ut till allmänheten. 1943 påbörjades produktionen med efterföljaren, V-2. Detta var en raket med en räckvidd på 300 kilometer som kunde bära 1 000 kilo sprängmedel. Tusentals raketer avfyrades mot de allierade.
I krigets slutfas försökte amerikanska, brittiska och sovjetiska trupper få tysk teknologi och arbetskraft från vapenprogrammets huvudkvarter i Peenemünde. Amerikanerna var de som lyckades bäst i jakten och under Operation Paperclip tog de med sig flera forskare till USA. Flera av forskarna (inkluderat Von Braun), var medlemmar av Nazistpartiet, men detta tystades ner. Efterkrigstidens forskare använde raketer och Von Brauns expertis för att utforska bland annat atmosfären och kosmisk strålning.

### Kalla kriget, rymdkapplöpningens rötter
I andra världskrigets efterspel drabbade USA och Sovjetunionen ihop i det kalla kriget med mycket spionage och propaganda. Rymdutforskning och satellitteknologi kunde stötta kriget på bägge sidor. Spionsatelliter kunde ta bilder på fienden, och rymdfarten kunde användas som propaganda för att demonstrera vetenskapliga framsteg och militär potential. Samma raketer som kunde träffa en specifik plats på månen, kunde också träffa en specifik stad hos fienden med en atombomb. Många av framstegen kunde likaväl användas i militära vapen som interkontinentala ballistiska missiler.
Rymdkapplöpningen användes som ett demonstrationsfönster för att visa ekonomiska och teknologiska framsteg under egen ideologi. De två supermakterna arbetade intensivt för att leda forskningen, utan att egentligen veta vem som skulle få genombrott först. De hade båda utgjort grunden för rymdkapplöpningen, och väntade bara på startskottet.

## Satelliter startar kapplöpningen

### Sputnik

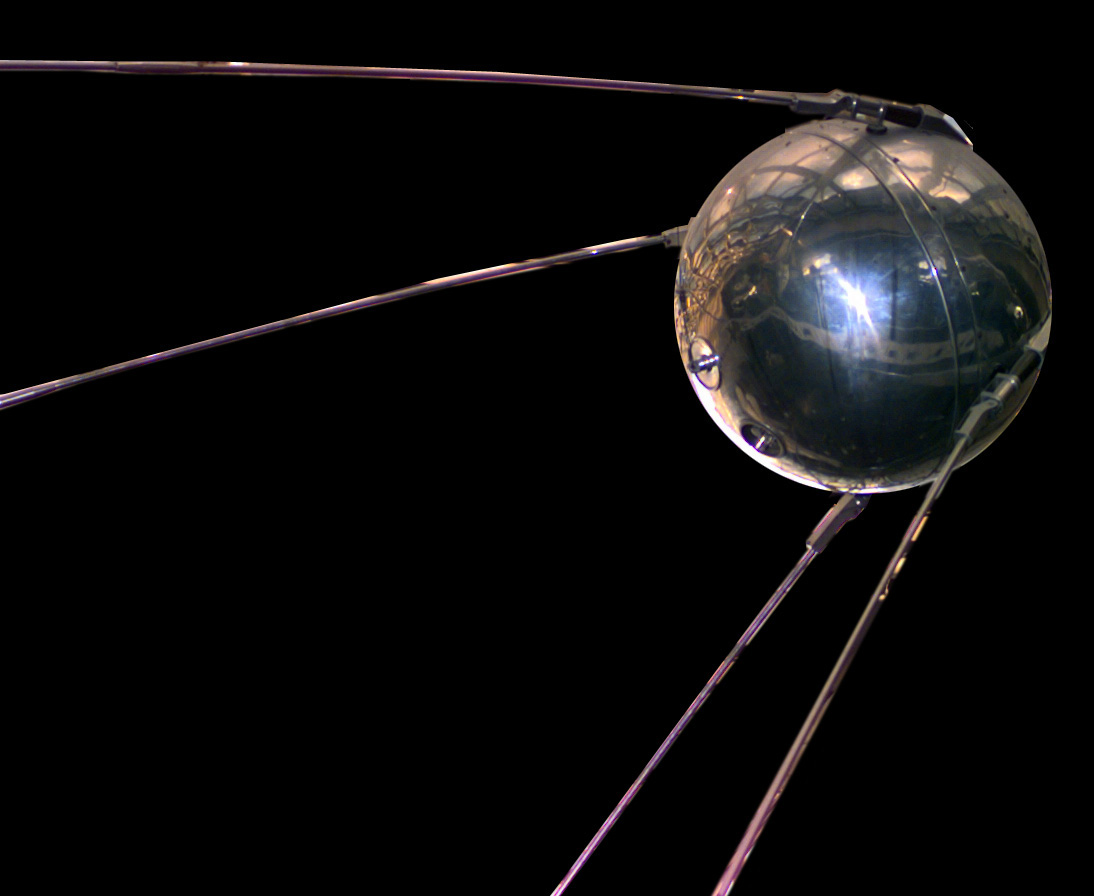
Sputnik 1.

Den 4 oktober 1957 skickades Sputnik 1 från Sovjetunionen ut som den första satelliten att nå omloppsbanan. Detta var grunden i kapplöpningen. Det kom som en chock för USA, som länge trott att de var ledarna i den stora "tävlingen" och att de låg långt före Sovjetunionen i utvecklingen. Satelliten var också ett bevis på att Sovjet kunde nå det amerikanska fastlandet med raketer försedda med atombomber. I Sovjet sågs detta som ett viktigt tecken på de vetenskapliga möjligheterna som landet hade.
Sputnik och de följande rymdprogrammen motiverade befolkningen, som precis avklarat ett mycket stort krig. Världen hade nu kommit till en ny ålder. Von Brauns motpart i Sovjet, chefsingenjör Sergej Koroljov, hade designat R-7-raketen, som tog Sputnik till rymden, och senare N1-raketen, som skulle ta sovjetiska kosmonauter till rymden. Som svar på Sputnik ökade USA insatsen betydligt för att ta igen det teknologiska gapet till Sovjet. Bland annat sattes högre prioritet på de naturvetenskapliga ämnena i det amerikanska skolsystemet.
Lyndon B. Johnson skrev följande i ett brev till president John F. Kennedy:
In the eyes of the world, first in space means first, period; second in space is second in everything.
I världens ögon betyder först till världsrymden först, punkt; nummer två i rymden är nummer två i allt.

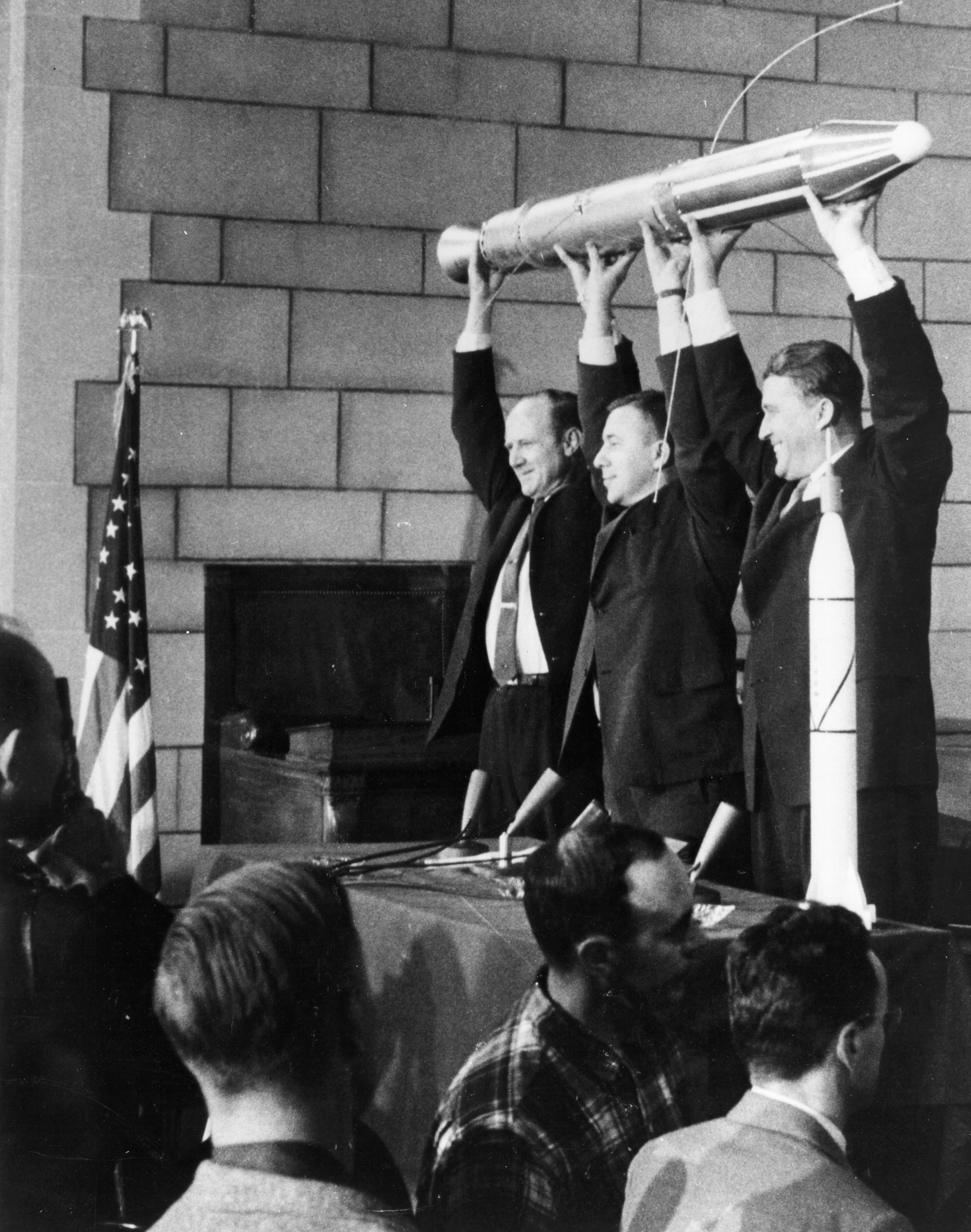
Explorer 1-modell på NASA:s presskonferens.

Den amerikanska befolkningen blev först skrämda av Sputnik, men engagerade sig senare i de amerikanska projekten. Barnen följde uppskjutningarna i skolan, och modellraketer var en populär hobby. President Kennedy höll flera tal där han bad befolkningen att stötta rymdprogrammet. Skeptikerna till programmet menade att pengarna hellre borde användas för känd teknologi eller att bekämpa världens fattigdom.
Efter flera misslyckade uppskjutningar på Cape Canaveral AFS, lyckades amerikanerna skjuta upp Explorer 1, nästan fyra månader efter Sputnik. Både Sputnik och Explorer 1 användes för vetenskapliga ändamål, de var båda bidrag till det internationella geofysiska året mellan 1957 och 1958. Sputnik undersökte tätheten långt ut i atmosfären, Explorer 1 gjorde att man fann Van Allen-bältena.

### Satellitkommunikation
Den första kommunikationssatelliten, Project SCORE, skickades upp den 18 december 1958. Den sände en julhälsning från president Dwight David Eisenhower till världen. Andra exempel på kommunikationssatelliter från denna tid är:
1962: Telstar: Den första "aktiva" kommunikationssatelliten (experimentell).
1972: Anik 1: Den första nationella kommunikationssatelliten (Kanada).
1976: MARISAT: Den första mobila kommunikationssatelliten.

### Andra viktiga satelliter
Den första satelliten som blev sänd i geostationär bana, Syscom-2, skickades ut den 26 juli 1963. Detta betydde att en rörlig parabolantenn inte längre behövdes för att följa satelliten, något som gjorde att TV-signaler kunde sändas via satellit till fasta paraboler med rätt konfigurering.

## Fler sovjetiska framsteg

### Djur i världsrymden
Tekniskt sett blev bananflugor uppskjutna på V-2-raketer av amerikanerna 1946 de första djuren i rymden. Flugorna användes i vetenskapliga studier. Det första däggdjuret, hunden Lajka, sköts upp i Sputnik 2 1957. Dåtidens teknologi var inte tillräcklig för att rädda hunden Lajka, och hon dog snart efter att den drabbades av stress och värmeslag. 1960 gick hundarna Belka och Strelka i omloppsbana runt jorden med framgång. Det amerikanska rymdprogrammet använde schimpanser. Minst två schimpanser skickades upp innan försök med människor gjordes. Senare har flera djur använts i rymdrelaterad forskning, men motståndet bland befolkningen gjorde att de sista experimenten med djur gjordes under slutet av 1990-talet. I september 1968 blev sköldpaddor på den sovjetiska expeditionen Zond 5 de första djuren att flyga runt månen.
1970 skickade Nasa upp två stycken Oxgrodor. Syftet med denna resa var att undersöka hur grodorna reagerade på viktlöshet. Båda grodorna dog under resan, och farkosten nådde aldrig jorden på dess hemresa. 
År 1973 bestämde sig Nasa för att skicka upp en ny art i rymden, denna nya art var ett par Killifiskar. Fiskarna skickades upp i rymden med Nasas raket Skylab 3. Fiskarna överlevde resan och kom tillbaka till jorden oskadda.

### Människor i rymden
Jurij Gagarin blev den första överlevande kosmonauten då han gick i omloppsbana i Sovjets Vostok 1 den 12 april 1961 (en dag som är helgdag i Ryssland idag). 23 dagar senare blev Alan Shepard den första amerikanen i rymden med Freedom 7. John Glenn blev den 20 februari 1962 den första amerikanen i omloppsbana runt jorden.
Sovjetiska Valentina Teresjkova blev den 16 juni 1963 världens första kvinna i rymden, då hon var med på Vostok 6. Det var egentligen planerat med fler uppdrag med Vostok, men då amerikanerna lanserade Apolloprogrammet krävde Nikita Chrusjtjov att Sovjet måste få in fler än en passagerare i ett rymdskepp. Detta gjorde att Voskhod 1, ett modifierat vostokfartyg, tog med sig Vladimir Komarov, Konstantin Feoktistov och Boris Jegorov till rymden den 12 oktober 1964. Detta var också det första uppdraget där kosmonauterna inte hade på sig rymddräkter.
Aleksej Leonov i Voskhod 2-expeditionen blev den första människan att göra en rymdpromenad den 18 mars 1965. Uppdraget var nära att bli en katastrof. Leonov klarade nästan inte att komma tillbaka till rymdskeppet. Under återresan till jorden fungerade inte raketerna som de skulle, något som gjorde att Voskhod 2 körde totalt 1 600 kilometer på landningsområdet.

## Andra framgångar

### Uppdrag till andra planeter

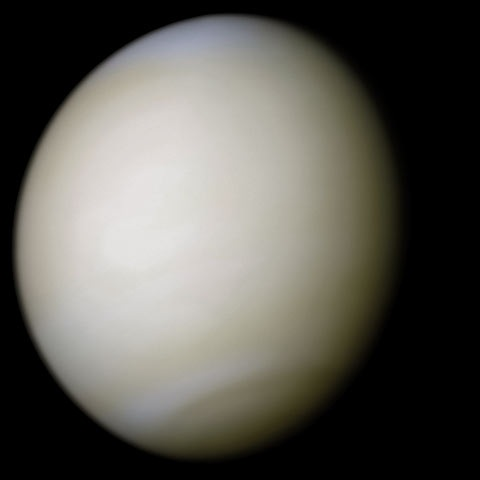
Venus blev den första planeten att få besök av rymdsonder.

Sovjet sände sina första planetariska uppdrag både till Venus och Mars 1960. Den första rymdsonden att lyckas med att göra en förbiflygning av Venus var den amerikanska Mariner 2, som gjorde det den 14 december 1962. Den sände tillbaka överraskande data om den höga yttemperaturen och luftdensiteten på Venus. Eftersom den inte bar med sig några kameror, så uppmärksammades dess upptäckter inte lika mycket av allmänheten som den hade gjort om den hade sänt bilder, vilka skulle vara mycket bättre än de man får från teleskop på jorden.
Den sovjetiska Venera 7, uppskjuten 1971, blev den första rymdsonden att landa på Venus. Venera 9 sände tillbaka de första bilderna från en annan planets yta. Dessa två rymdsonder representerade några av de många lyckade flygningarna i de sovjetiska Veneraprogrammet. USA sköt upp Mariner 10, som passerade Venus på dess väg mot Merkurius 1974. Den blev den första och den hittills enda rymdsonden att ha flugit förbi Merkurius.
Mariner 4, uppskjuten 1964 av USA, blev den första rymdsonden att flyga förbi Mars. Rymdsonden sände helt oväntade bilder. Den första rymdsonden att landa på Mars blev den sovjetiska Mars 3, den fungerade endast i 20 sekunder och kunde därför bara sända hem lite data. Det amerikanska Vikingprogrammet blev de första 1976 att sända bilder från Mars yta. USA skickade också upp Pioneer 10 som gjorde en lyckad förbiflygning av Jupiter 1973. Detta överskuggades dock av förbiflygningen av Saturnus som genomfördes av Pioneer 11 1979, och de första, och hittills enda, förbiflygningarna av Uranus 1986 och Neptunus 1989 gjordes av Voyager 2.

### Uppskjutningar och sammankoppling
Det första mötet i rymden skedde 15 december 1965 då Gemini 6 och Gemini 7 möttes i rymden. De var 30 centimeter från varandra som närmast. Gemini 8 genomförde den första framgångsrika sammankopplingen med Agenas i rymden den 16 mars 1966.
Den första automatiska sammankopplingen skedde den 30 oktober 1967 mellan sovjetiska Kosmos 186 och Kosmos 188. Den första uppskjutningen från havet skedde den 16 mars 1967 med den amerikanska Scout B. Den första dockningen mellan två bemannade farkoster genomfördes den 16 januari 1969 och var mellan Sojuz 4 och Sojuz 5. Den första rymdstationen, Saljut 1, togs i drift den 7 juni 1971.

## Militär konkurrens i rymden
Både Sovjetunionen och USA utvecklade samtidigt som rymdfarkoster, även teknologi som kunde användas militärt i rymden. Redan innan Sputnik var i rymden hade de börjat utveckla spionsatelliter. Den sovjetiska Zenitsatelliten, som senare också användes i Vostok, började som en spionsatellit tillsammans med sin amerikanska motsvarighet, Corona.

## Rymdkapplöpningens slut

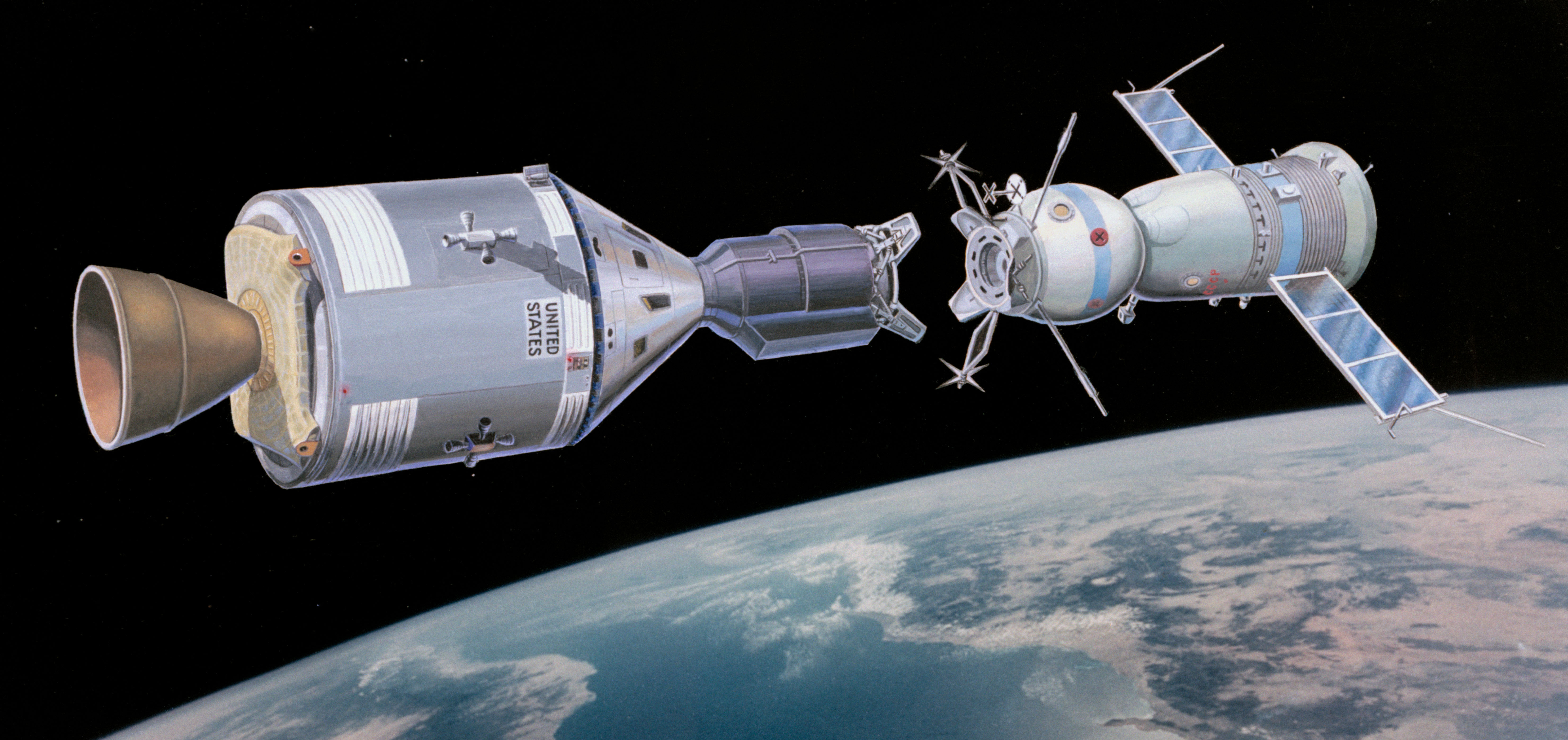
Bild på dockningen mellan Apollo och Soyoz.

Det som avslutade tävlingen i rymden och även rymdkapplöpningen var det första gemensamma uppdraget Apollo-Sojuz-Testprojektet där man gjorde en dockning mellan en amerikansk och en sovjetisk rymdfarkost i omloppsbana. Det primära syftet var ett mer symboliskt och början på en ny framtoning mellan supermakterna i rymden. Samarbetet blev bland annat kallat handslaget i Rymden och toppmötet.

## Statistik
Antal per årår0306090120150195019601970198019902000201020202030Soviet Union/RussiaUnited States of AmericaPeople's Republic of ChinaFrance/European UnionJapanIndiaNew ZealandIranIsraelItalyNorth KoreaSouth KoreaCayman IslandsUnited KingdomBrazil
Antal primära orbitala uppskjutningar.

## Tidslinje (1957-1975)
För en mer detaljerad tidslinje, se Tidslinje för rymdutforskningen
| Datum             | Händelse | Land       | Farkostens namn          |
| ----------------- | --- | ---------- | ------------------------ |
| 4 oktober 1957    | Första satelliten i omloppsbana                                                                                               | Sovjet     | Sputnik 1                |
| 3 november 1957   | Första livet att skickas upp rymden, hunden Lajka.                                                                            | Sovjet     | Sputnik 2                |
| 31 januari 1958   | Upptäckten av Van Allen-bältena, USA:s första rymdfarkost.                                                                    | USA        | Explorer 1               |
| 13 september 1959 | Första rymdfarkosten som når på månen.                                                                                        | Sovjet     | Luna 2                   |
| 7 oktober 1959    | Första bilderna från månens baksida.                                                                                          | Sovjet     | Luna 3                   |
| 12 april 1961     | Första människan i rymden, i omloppsbana 1 varv runt jorden ~90min, sovjetiska kosmonauten Jurij Gagarin                      | Sovjet     | Vostok 1                 |
| 5 maj 1961        | Första amerikanen i rymden, i kastbana. amerikanska astronauten Alan Shepard.                                                 | USA        | Mercury 3                |
| 20 februari 1962  | Första amerikanen i omloppsbana. amerikanska astronauten John Glenn.                                                          | USA        | Mercury 6                |
| 27 augusti 1962   | Första farkosten till främmande planet, Venus                                                                                 | USA        | Mariner 2                |
| 16 juni 1963      | Första kvinnan i rymden, i omloppsbana 48 varv runt jorden 22 timmar, 50 minuter, sovjetiska kosmonauten Valentina Teresjkova | Sovjet     | Vostok 6                 |
| 28 november 1964  | Första farkosten till planeten Mars                                                                                           | USA        | Mariner 4                |
| 18 mars 1965      | Aleksej Leonov gör den första rymdpromenaden.                                                                                 | Sovjet     | Voschod 2                |
| 16 november 1965  | Första rymdfarkost att stöta ihop med en annan planet (Venus).                                                                | Sovjet     | Venera 3                 |
| 15 december 1965  | USA:s första bemannade formationsflygningen.                                                                                  | USA        | Gemini 6 Gemini 7        |
| 30 oktober 1967   | Första dockningen skedde automatiskt mellan två obemannade farkoster.                                                         | Sovjet     | Kosmos 186 Kosmos 188    |
| 21 december 1968  | Första människorna i omloppsbana runt månen                                                                                   | USA        | Apollo 8                 |
| 16 januari 1969   | Första dockningen mellan två bemannade farkoster                                                                              | Sovjet     | Sojuz 4 Sojuz 5          |
| 21 juli 1969      | Första människan på månen. (That's one small step for man, one giant leap for mankind) amerikanska astronauten Neil Armstrong | USA        | Apollo 11                |
| 23 april 1971     | Första rymdstationen | Sovjet     | Saljut 1                 |
| 15 juli 1975      | Första samarbetet mellan de båda supermakterna. Dockning i rymden.                                                            | Sovjet USA | Apollo-Sojuz-testprojekt |